# Erik Frederiksen
Erik Frederiksen, född 4 november 1914 i Köpenhamn, död 31 augusti 1986, var en dansk musiker (trummor). Han var medlem av Svend Asmussens orkester 1940–1955. 

## Filmografi (urval)
- 1949 – Lattjo med Boccaccio
- 1949 – Kvinnan som försvann
- 1967 – En sån strålande dag
- 1970 – Ang.: Lone